# Ratpenat frugívor de Borneo
El ratpenat frugívor de Borneo (Aethalops aequalis) és una espècie de ratpenat de la família dels pteropòdids. Viu a Brunei, Indonèsia i Malàisia. El seu hàbitat natural són els boscos primaris de l'estatge montà per sobre de 600 msnm. Està amenaçat per la tala d'arbres. Tot i que molts científics pensen que es tracta d'una subespècie d'A. alecto, l'any 2000 fou elevat a la categoria d'espècie per Kitchener i col·laboradors.